# Bologa, Cluj
Bologa este un sat în comuna Poieni din județul Cluj, Transilvania, România. Aici se află ruinele unui castru roman și ale unei cetăți medievale.

## Date geografice

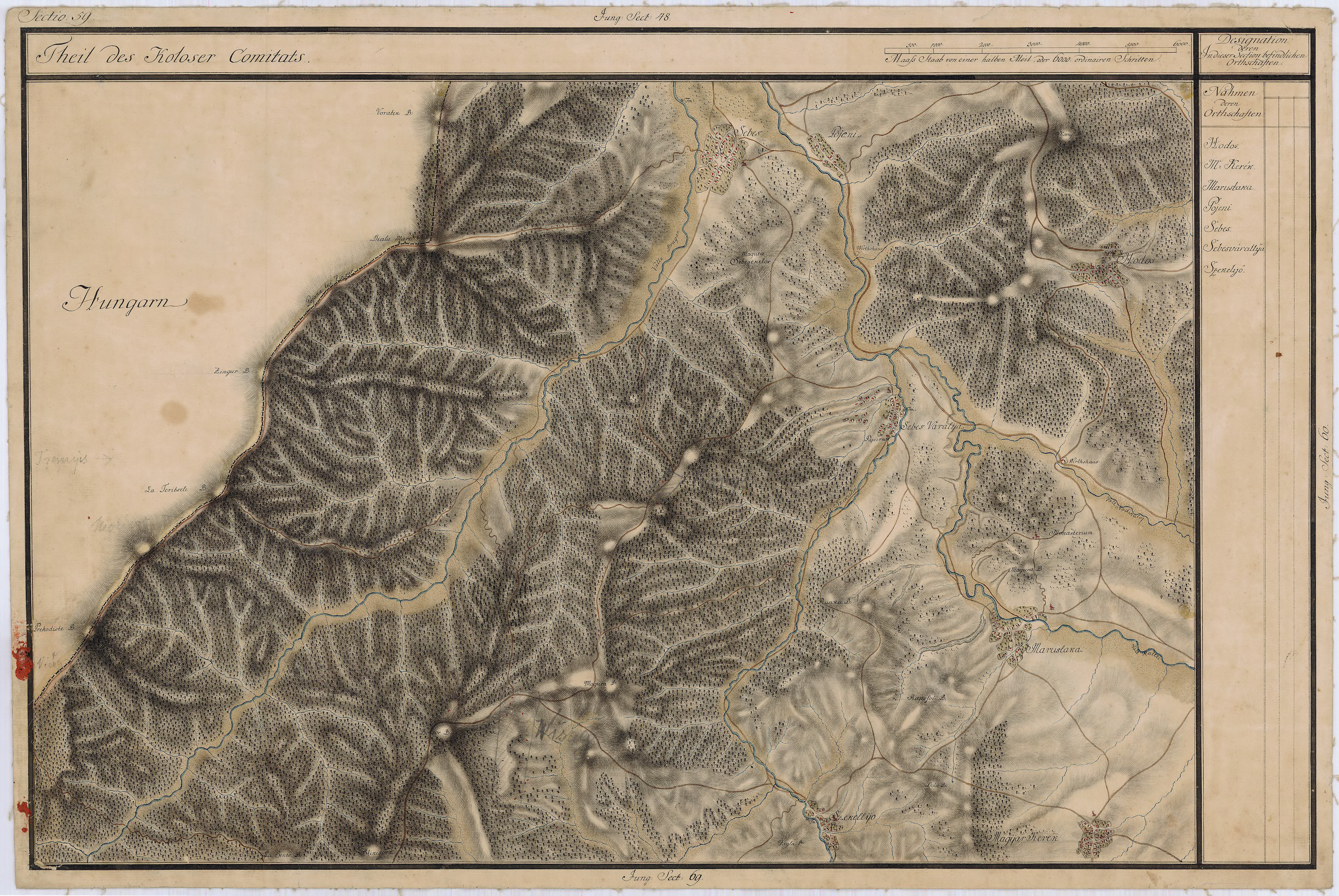
Bologa pe Harta Iosefină a Transilvaniei, 1769-1773

Localitatea este aflată la confluența râului Crișul Repede cu râul Săcuieu (Hențu) (confluența mai este numită local și "gura apelor"), totodată la poalele Muntelui Vlădeasa, cel mai apropiat oraș fiind Huedin. Legături cu exteriorul sunt asigurate prin drumul european E60, drumul național 128 care duce spre Săcuieu la sud și calea ferată (localitatea având gară).

## Istorie
Pe teritoriul localității au fost descoperite în zona numită "Drumul găunos" artefacte de peste 4.000 de ani vechime, din epoca pietrei.

### Istoria antică
Un castrum antic roman, numit Resculum este cea mai veche așezare din zonă specificată în documente. A fost ridicat în jurul anului 106, drept garnizoană a Cohortei II “Hispanorum”, a cărei misiune era, probabil, apărarea graniței Imperiului Roman. Pe măsură ce romanii au încercat să consolideze granițele, în secolul al II-lea au fost aduși coloniști din Grecia, se crede din zona Patras.
Ruinele castrului sunt vizibile și astăzi în locul numit "Grădiște", deși majoritatea zonei a fost folosită ca suprafață agricolă. În apropierea castrului există și ruinele unei băi romane.

### Evul mediu
Pe lângă castru, pe malul opus al râului Săcuieu se află o fortăreață, menționată pentru timp de mai multe secole ca Sebesvár și apărând pe majoritatea hărților Evului Mediu ale zonei. Bologa a fost atestată pentru prima oară documentar în 1304 ca Sebuswar, apoi apărând nominalizată cu diverse nume, cum ar fi Sepuswar din 1324, Sebeswar - 1329, Sebeswar alio nomine Hunyadwar - 1398, Castrum regis Sebes - 1393, Castrum regis Hunyad - 1397, Sebes Varallya - 1760.
Regele Sigismund de Luxemburg a donat Bologa împreună cu Cetatea Bran lui Mircea cel Bătrân, după semnarea la Brașov a tratatului de alianță împotriva Imperiului Otoman în 1399.
Punct strategic pe drumul care ducea la Oradea, fortăreața a servit și drept refugiu pentru populația locală în momentele de restriște. A câștigat importanță în secolul al XVII-lea, când otomanii au cucerit Oradea și împiedica acțiunea de colectare a taxelor. Sultanul a ordonat demolarea ei, dar ordinul nu a fost dus la îndeplinire. A fost distrusă însă mai târziu, în urma unei explozii. Turnul și o mare parte din ziduri au mai rămas încă în picioare. La mijlocul secolului al XX-lea turnul și-a pierdut acoperișul, probabil ultimul element din lemn al ruinelor. Tot ceea ce a mai rămas este piatră.

### Istoria modernă
Numele prezent (Bologa) a fost probabil asumat dupa unificarea României din 1917. Etimologia numelui nu este foarte clară.
Dictatul de la Viena din 1940 re-distribuie, temporar, localitatea Ungariei, chiar la graniță (unele teritorii deluroase din zona rămân în România). Astfel incepe o noua perioada de tensiune etnică între români și maghiari, care va dura până în 1945 când granița de vest a României va fi restaurată.
O carieră de piatră a fost deschisă în 1930 în zonă, producând piatră pentru drumul București-Budapesta. Cariera a fost preluată mai târziu de Căile Ferate Române, majoritatea terasamentelor acestora folosind piatră din zonă. După 1989 cariera a fost privatizată, dar nu s-a dovedit a fi la nivelul altor mine din zonă, așa că a încetat să fie principala sursă de venit a sătenilor. Proiectele viitoare de construire de autostrăzi în România este posibil să aducă minei perspective mai pozitive.
Pădurăritul este de asemenea activ în zonă, deși Valea Drăgan, din apropiere, este mult mai activă în domeniu.
Agricultura este de asemenea practicată, deși calitatea și cantitatea pământului din această zonă deluros-muntoasă nu permite decât atât cât să satisfacă necesitățile individuale ale locuitorilor.
Potra este numele de familie al majorității locuitorilor, care s-ar părea să aibă legătură cu colonizatorii din Patras (variațiuni ale numelui Potras/Patras există și în numele de origine greceasca). Majoritatea locuitorilor se crede că ar fi fost ciobani, fapt care i-a ajutat să nu devină robi în timpul dominației ungare, permițându-le să-și păstreze independența și avuturile. Liderii Potras-ilor au fost foarte activi la organizarea carierei de piatră ca o cooperativă, ceea ce i-a condus la prosperitate. Din păcate regimul comunist instaurat în 1945 n-a tolerat o asemenea prosperitate, din acest motiv o mulțime de Potrasi au fost trimiși la muncă forțată.

## Obiective turistice
- Castrul roman Resculum
- Cetatea Bologa

## Imagini

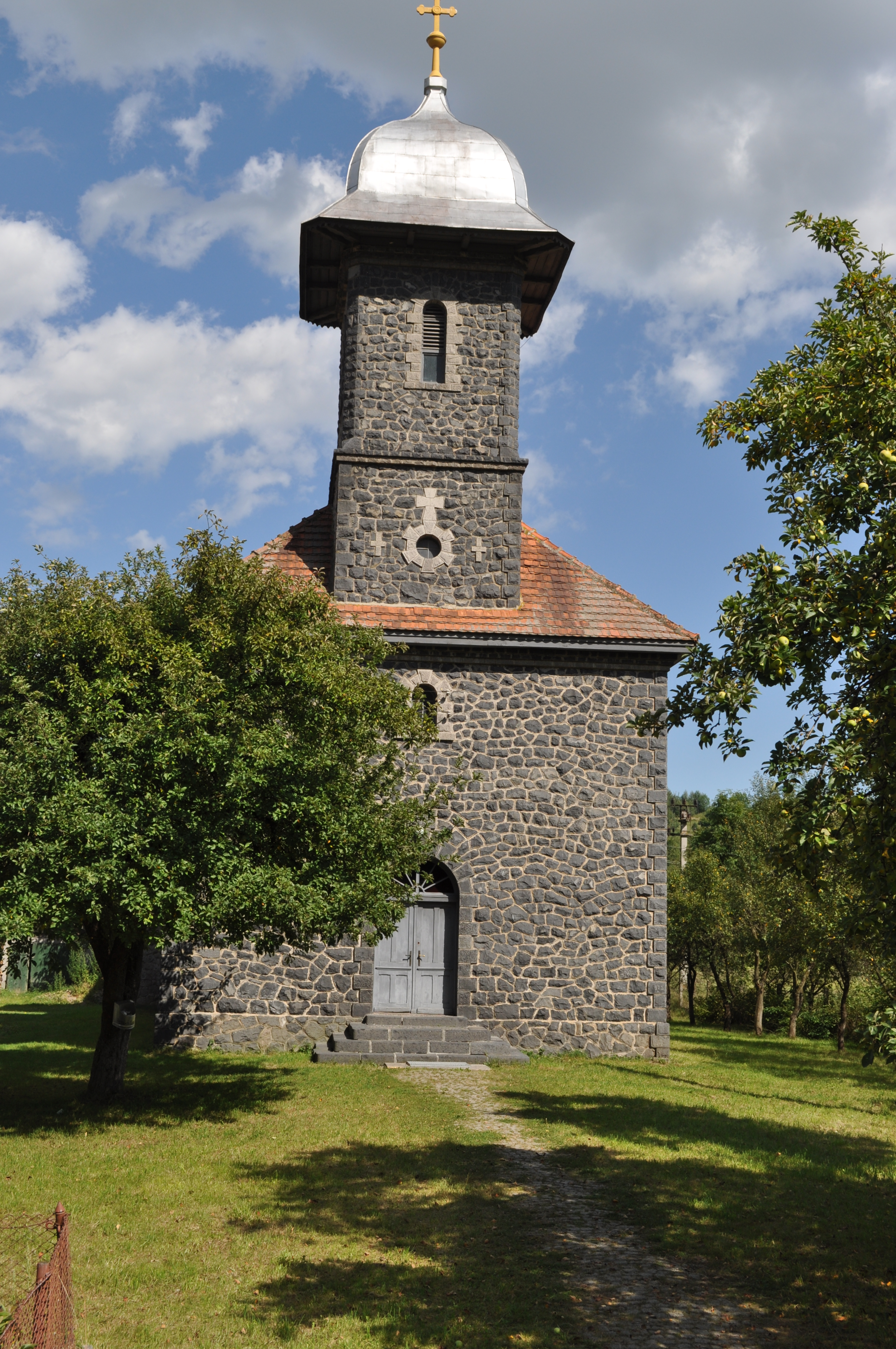
Biserica ortodoxă (1929)
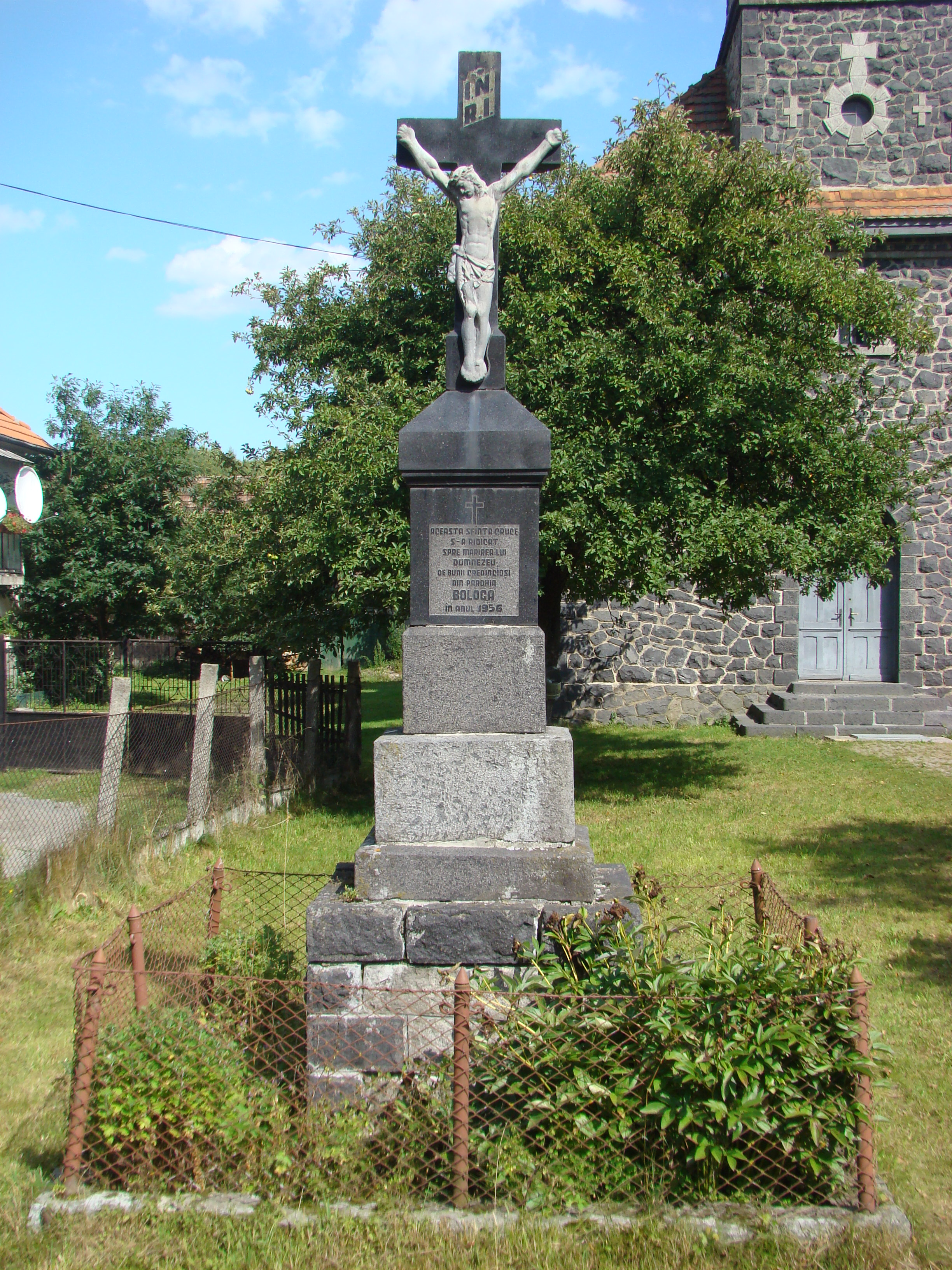
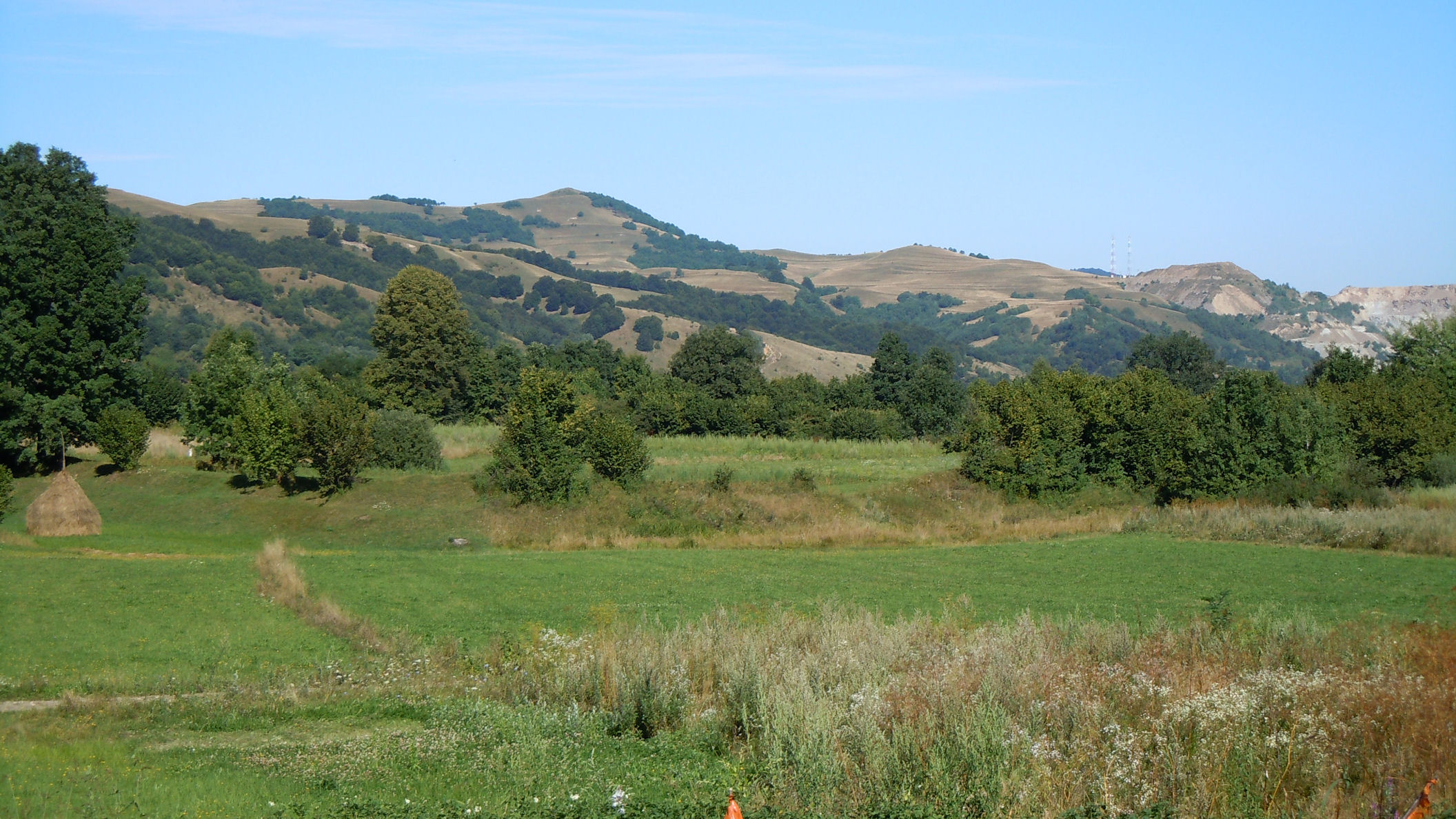
Castrul roman Resculum
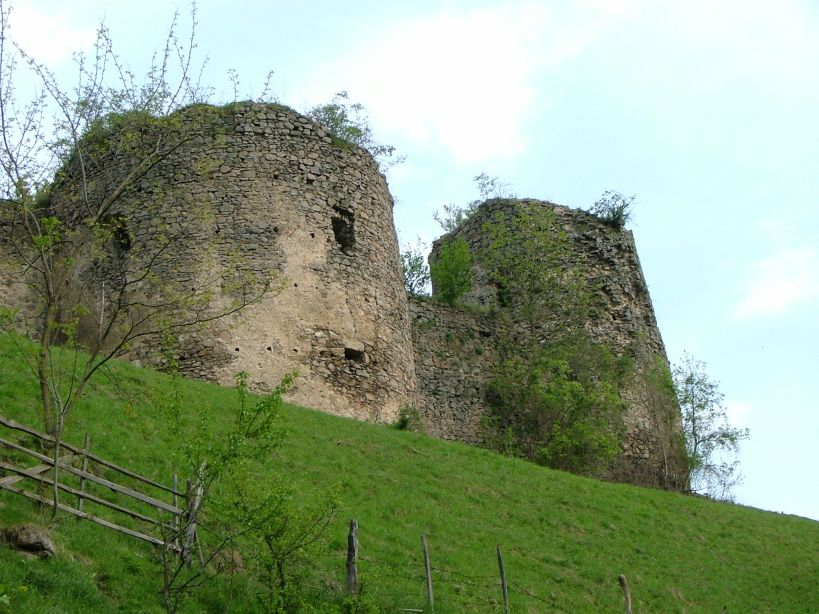
Cetatea Bologa
Cetatea Bologa
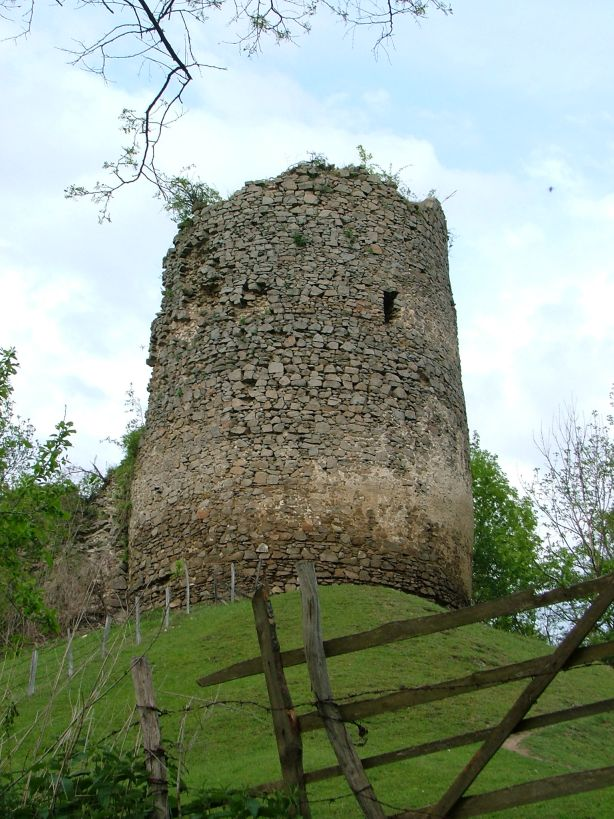
Cetatea Bologa
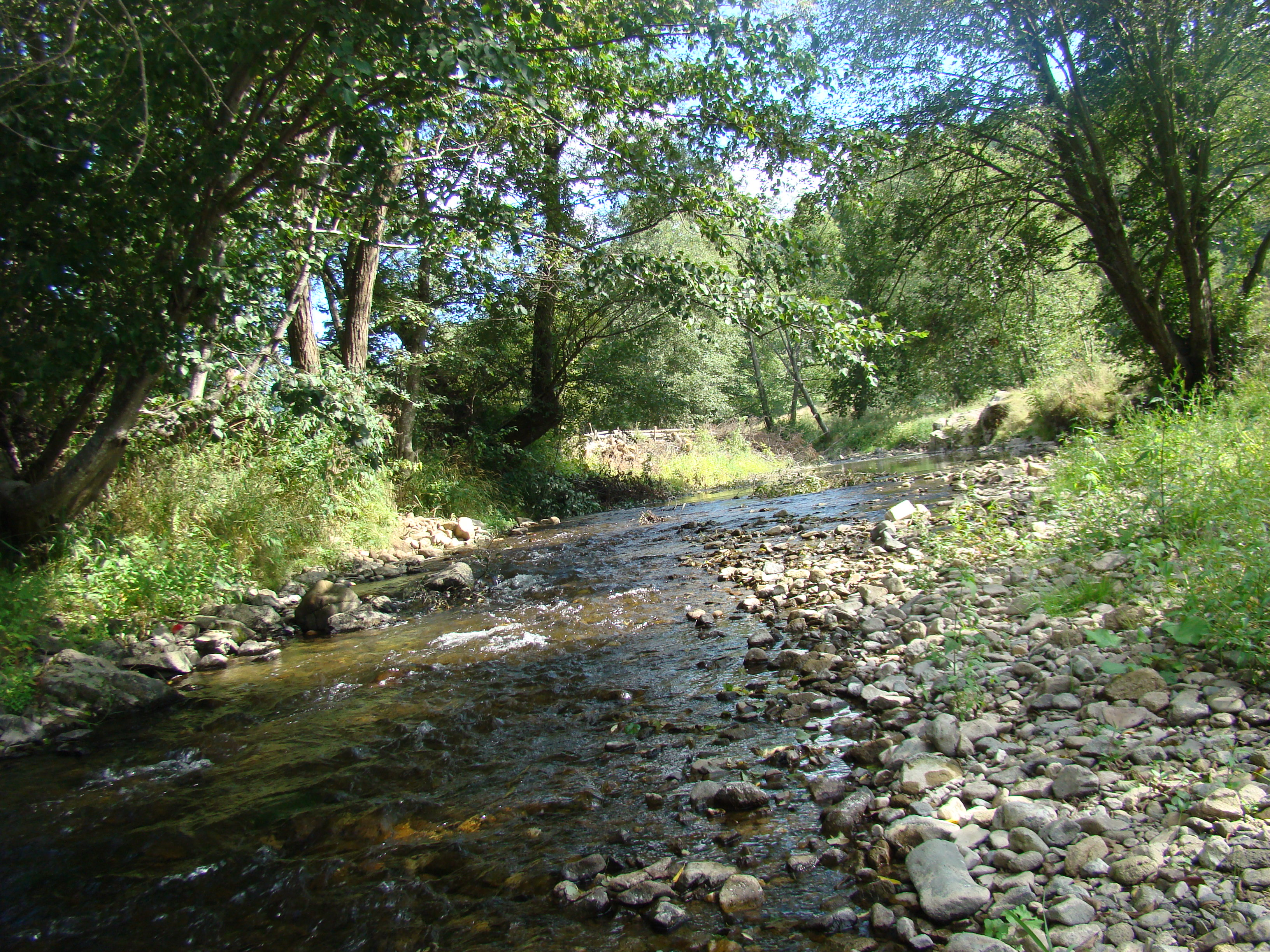
Râul Vișag
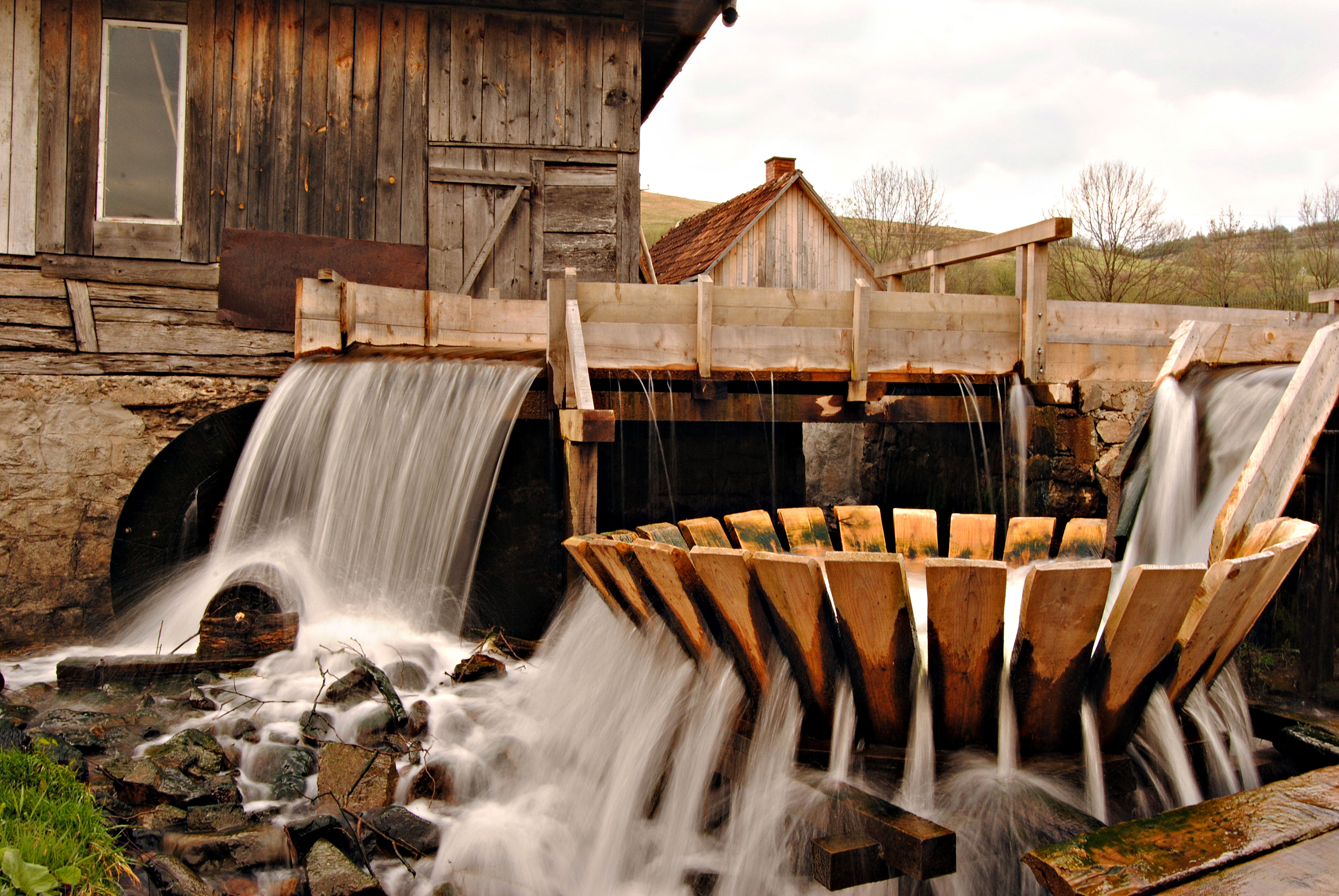
Moara de apă